# 林和人
林和人（1975年7月14日—），是一位日本男性播報員，目前於北海道電視台（HTB）服務。血型A型。

## 來歷
- 岐阜縣大垣市出身。早稻田大學教育學部國語國文學科畢業。
- 1999年進入高知SunSun電視台（KSS），同期主播還包括尾辻舞（前神奈川電視台主播）。2002年轉往北海道電視台。
- 平日主要負責晨間節目第一推薦!Morning（日语：イチオシ!モーニング），其他時間也會參與體育賽事的播報。

## 人物
- 興趣是聆聽土岐麻子和一十三十一的歌曲。
- 持有國語科和圖書的教師證書。

## 主持節目

### 現在主持節目
- 第一推薦!Morning（日语：イチオシ!モーニング）主要MC　（星期一 - 星期五）
- 超級棒球（日语：スーパーベースボール (テレビ朝日系列)）（北海道日本火腿鬥士的主場比賽）

### 過去主持節目
北海道電視台時期
- Dorabara鈴井之巢（日语：ドラバラ鈴井の巣）（旁白）
- 小學生30人31腳全國大賽北海道地區大會（實況、2009年）
- 早安天氣HTB（日语：おはよう天気HTB）
- 第一推薦!（日语：イチオシ!）（負責體育單元「第一體育!」、星期一至星期三）

## 外部連結
- HTBアナウンサーズ・林和人 （日語）
- ストレイシープ～あすはどっちだ!?～ （页面存档备份，存于） - 本人寫真日記 （日語）